# Gyapjas tintagomba
A gyapjas tintagomba (Coprinus comatus) a csiperkefélék családjába tartozó, kozmopolita elterjedésű, erdőkben, parkokban, réteken, útszéleken  élő, ehető gombafaj.
A faj 2009-ben az év gombája volt.

## Megjelenése
A gyapjas tintagomba kalapja fiatalon megnyúlt tojásdad vagy lekerekített végű henger formájú, majd magas (3–15 cm), keskeny harang alakúan, kissé kúposan kiterül. Idősen szélei felkanyarodnak és behasadoznak és feketén elfolyósodnak. Alapszíne fehér, közepe barna, de felszínét nagy, rojtos-gyapjas, elálló pikkelyek borítják.
Húsa vékony, puha. Színe fiatalon fehér. Szaga és íze kellemes gombaszerű, nem jellegzetes.
Igen sűrű lemezei szabadon állnak. Színük eleinte fehér, majd rózsás, idősen megfeketednek és tintaszerűen elfolyósodnak.
Tönkje 5–20 cm magas és 1–2 cm vastag. Alakja felfelé kissé vékonyodó, üreges, a kalapból könnyen kifordítható. Felszíne sima, színe fehér. Gallérja vastag, keskeny, eltolható.
Spórapora fekete. Spórája elliptikus, sima, központi vagy kissé excentrikus csírapórussal; mérete 9-13 x 7-9 µm.

### Hasonló fajok
Külseje jellegzetes, esetleg az enyhén mérgező harkálytintagomba fiatal példányaival lehet összetéveszteni.

## Elterjedése és termőhelye
Az Antarktisz kivételével valamennyi kontinensen előfordul. Magyarországon gyakori.
Tápanyagban dús talajon erdőkben, erdőszéleken, kertekben, parkokban, réteken, útszéleken található meg egyesével, kisebb-nagyobb csoportokban, néha boszorkánykörben. A talaj szerves anyagait bontja. Májustól novemberig terem.

## Felhasználása
Fiatalon ehető, ízletes gomba. Addig fogyasztható, amíg lemezei fehérek. Főzés során jellegzetes illata van, íze azonban kellemes. Leszedés után egy-két órán belül ajánlott elfogyasztani, mert még hűtőszekrényben tartva is beindulnak benn az autolizáló enzimek és keserűvé válik, húsa megvörösödik, megfeketedik és elfolyósodik.
Korábban úgy tartották, hogy koprintartalma miatt alkohollal együtt fogyasztva mérgezéses tüneteket okoz. Más fajok, például a ráncos tintagomba, valóban nagyobb mennyiségben tartalmazzák ezt a vegyületet, viszont a gyapjas tintagombában koncentrációja olyan alacsony, hogy az alkoholfogyasztástól nem kell tartózkodni.
A népi gyógyászatból ismert viszont a gomba vércukorszint-csökkentő hatása. A hatást azóta állatkísérletekkel is igazolták: eredményesen csökkentette a II típusú diabéteszben szenvedő egerek vércukor - és triglicerid szintjét. Egy vizsgálat igazolta, hogy a gyapjas tintagomba por beadását követő 90 perc után a glükóz mennyisége a vérben 41%-kal csökkent és még 6 óra elteltével is 20%-os csökkentést mutatott.

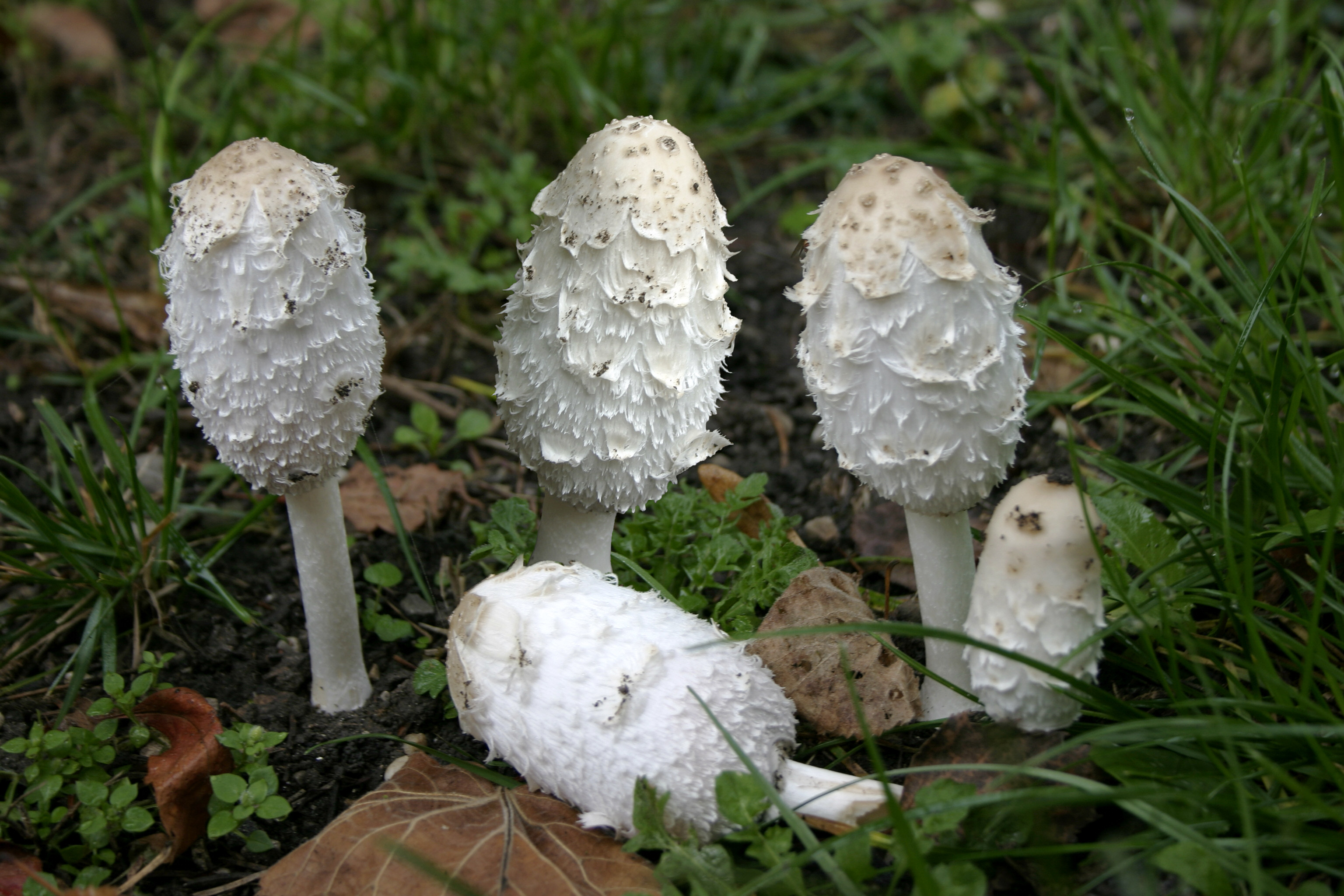
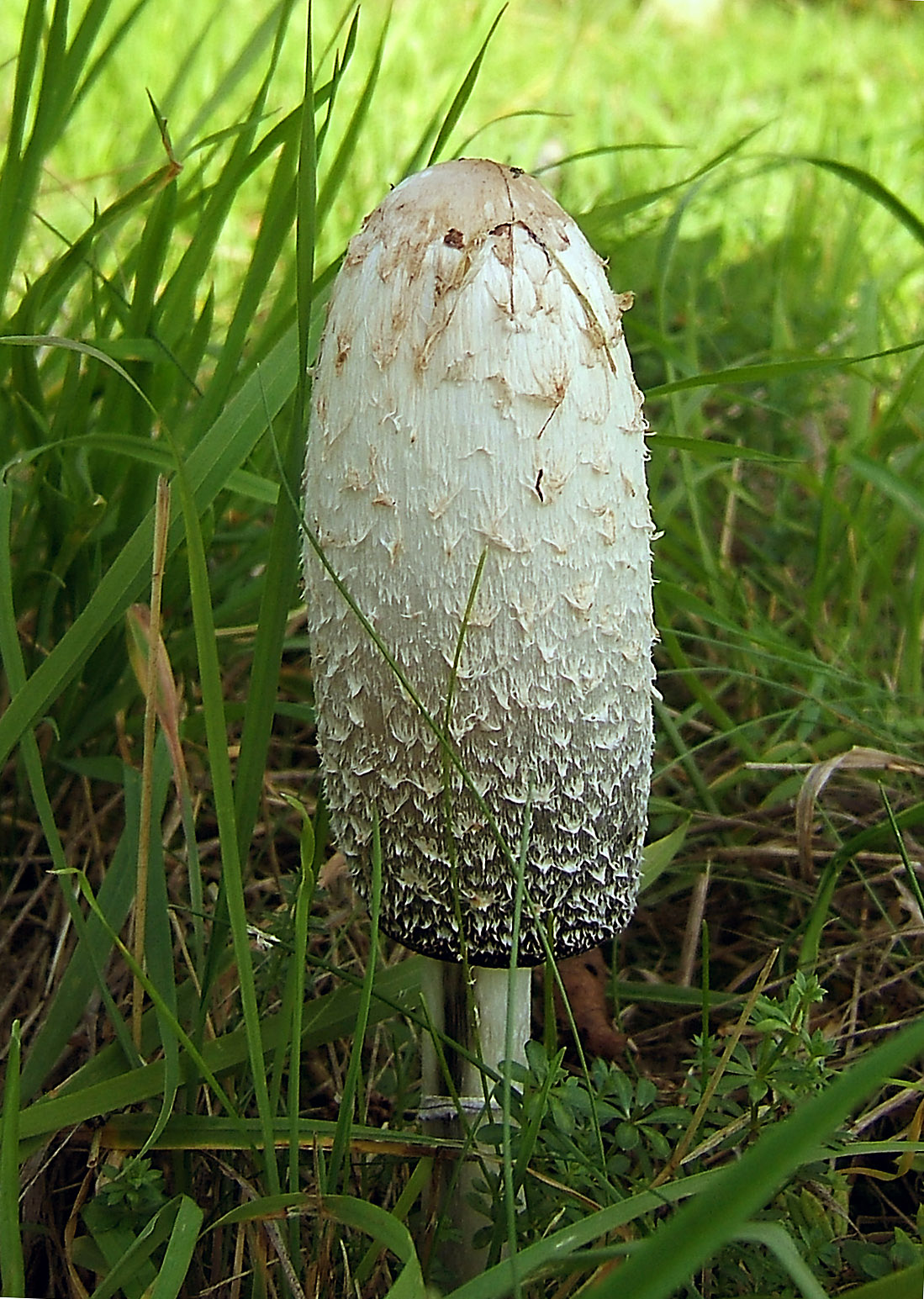
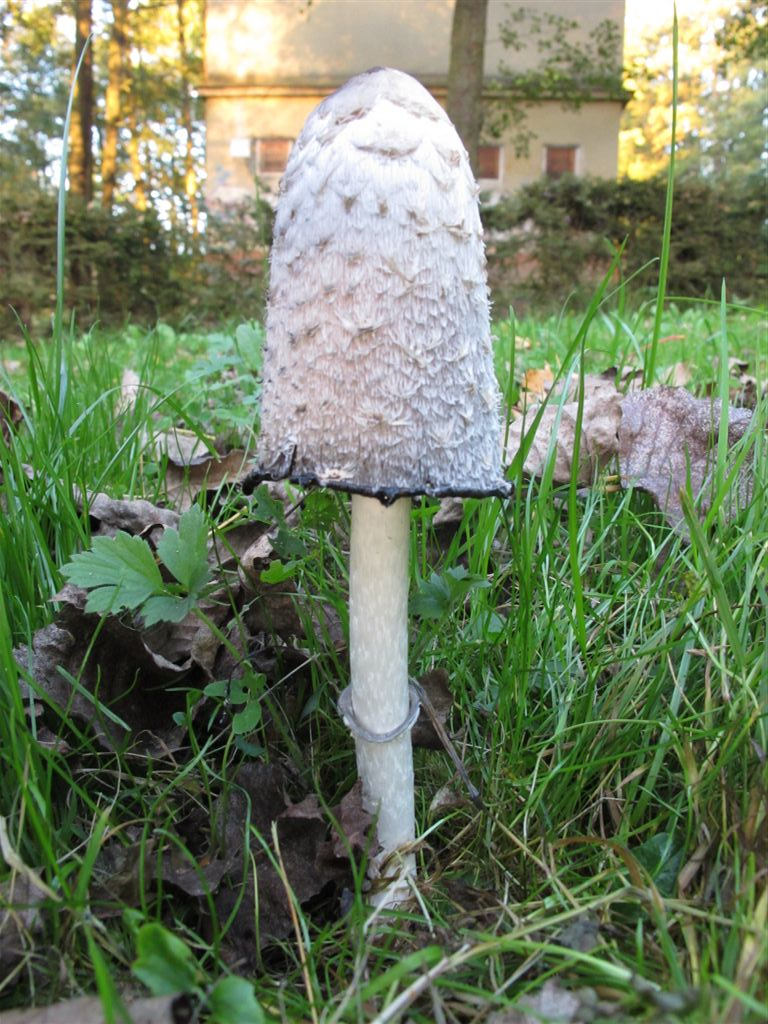
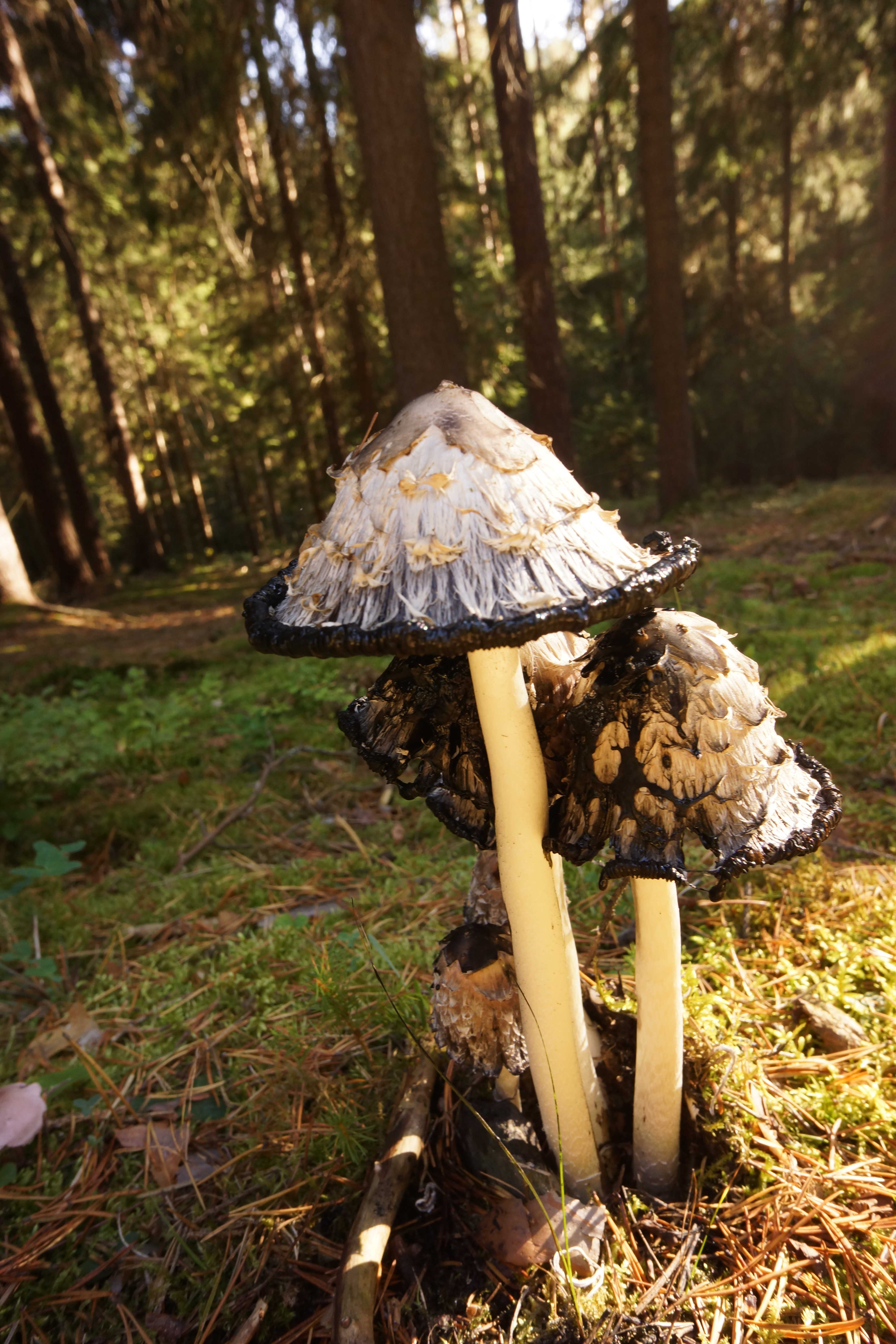
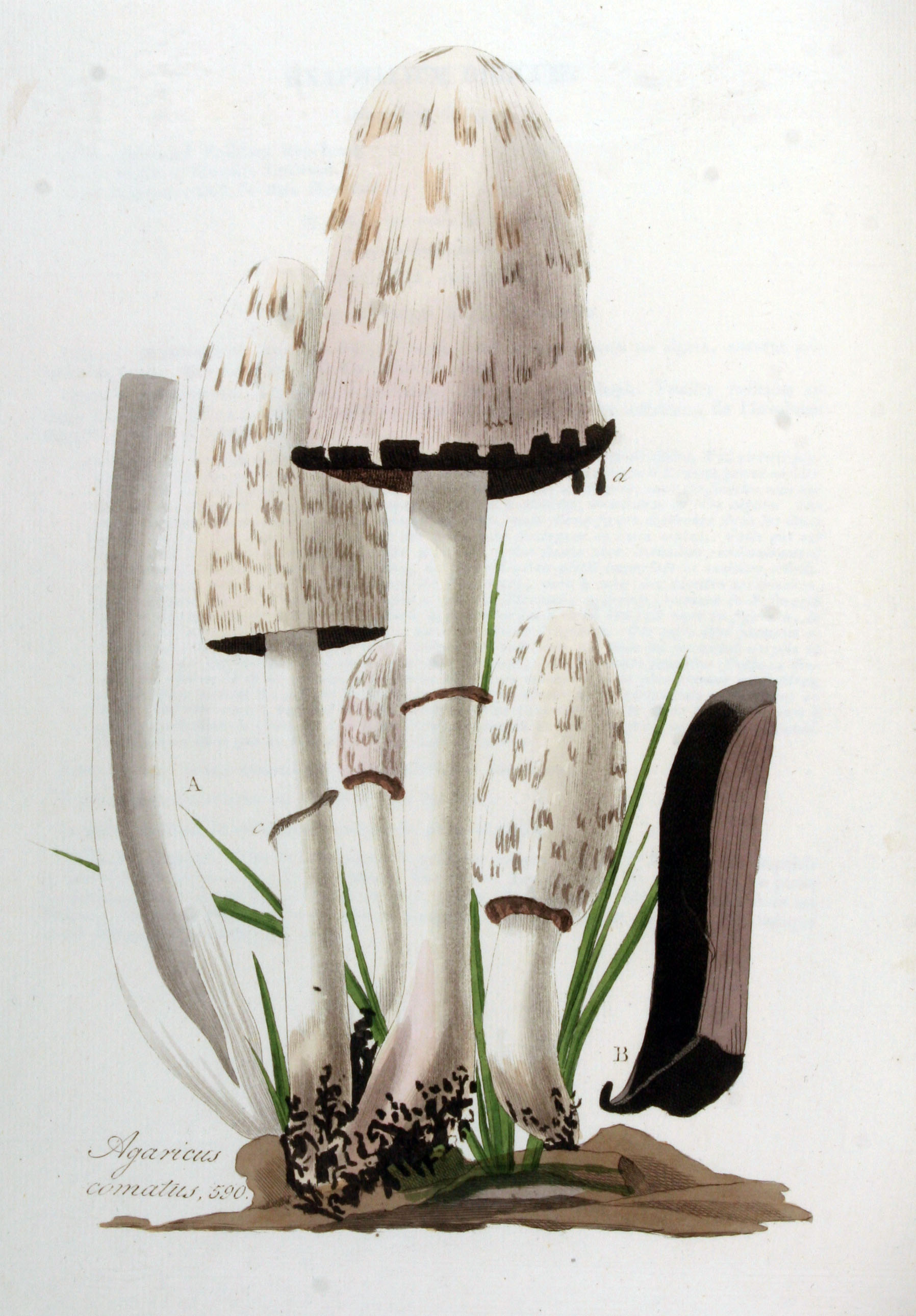